# 4th Royal Irish Dragoon Guards

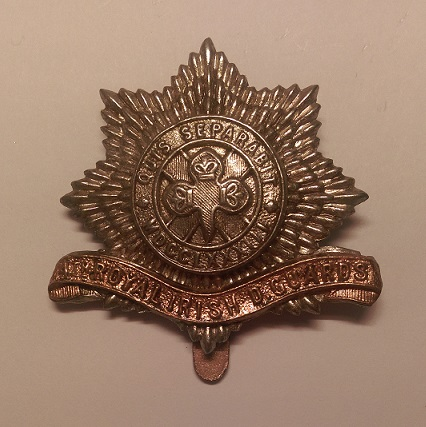
Mützenabzeichen der 4th Royal Irish Dragoon Guards

Die 4th Royal Irish Dragoon Guards waren ein Kavallerieregiment der britischen Armee, das von 1685 bis 1922 bestand.

## Geschichte

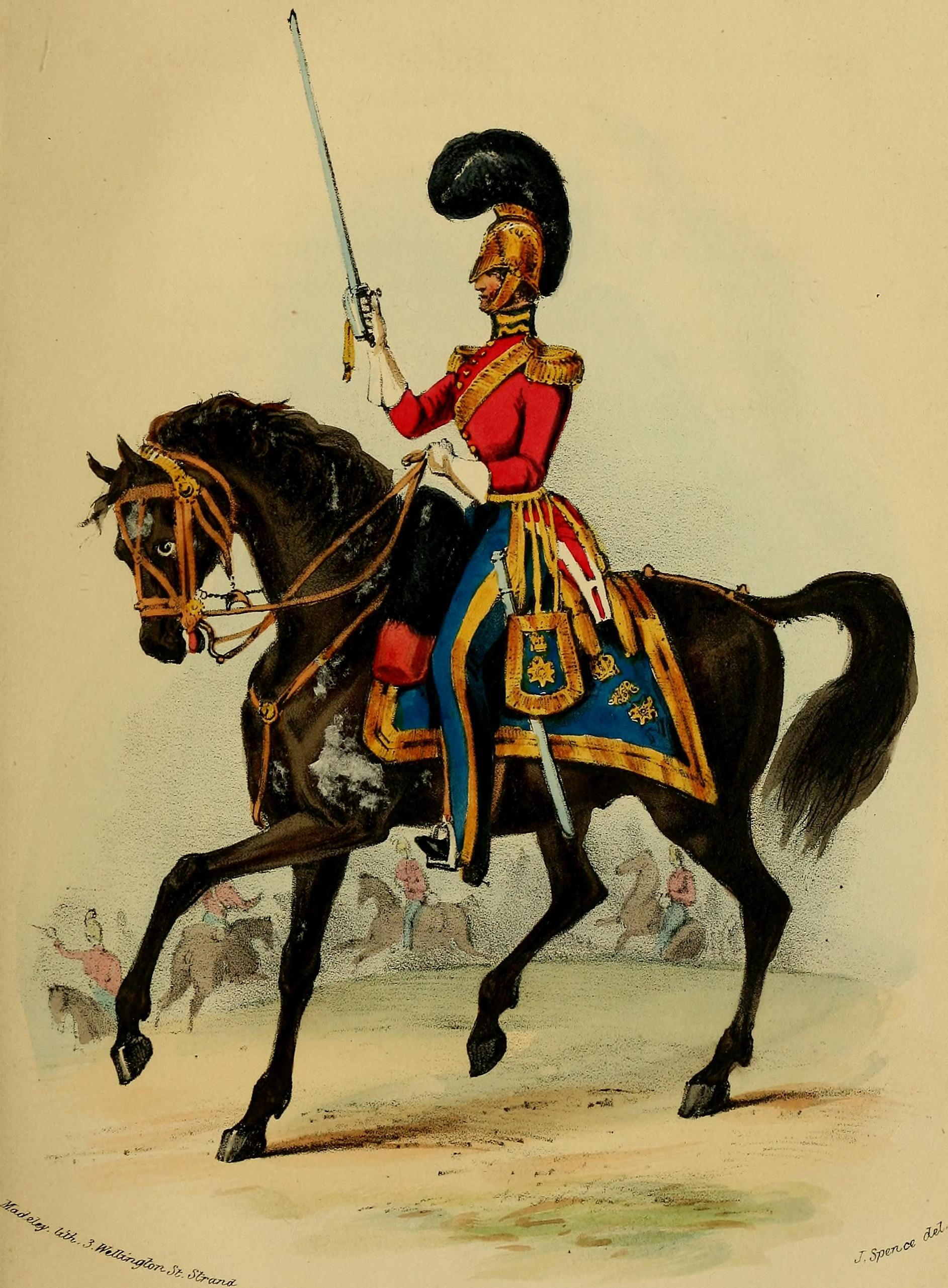
Offizier der 4th Royal Irish Dragoon Guards, 1838

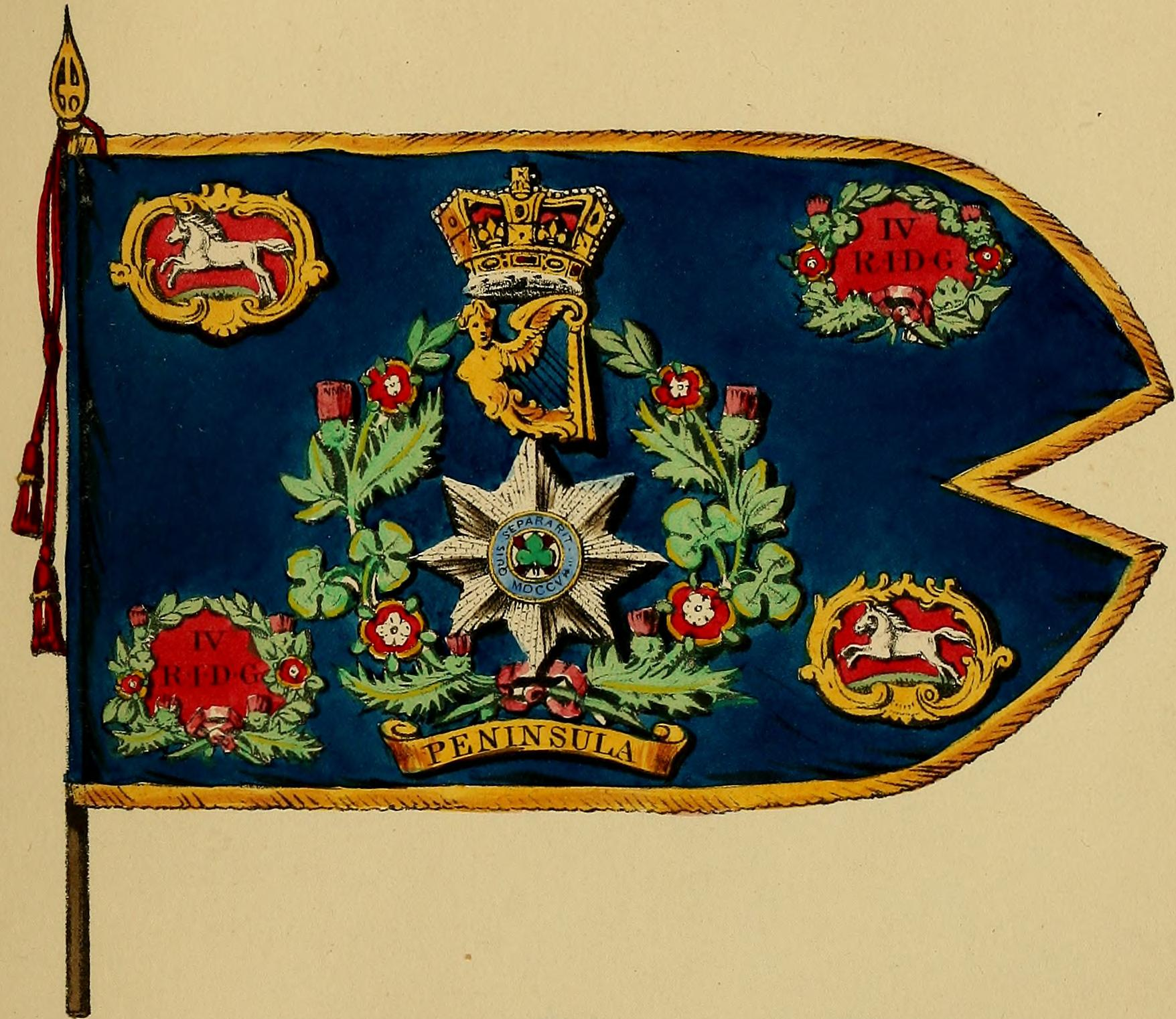
Guidon der 4th Royal Irish Dragoon Guards, 1839

Es wurde als Kürassier-Regiment am 28. Juli 1685 von Colonel James Hamilton, Earl of Arran, als Reaktion auf die Monmouth Rebellion aufgestellt und nach diesem Earl of Arran’s Regiment of Cuirassiers genannt. Der Earl hatte hierzu zuvor im selben Jahr in Nordengland einen Troop Kavallerie rekrutiert und vereinigte diesen mit weiteren parallel in London, Lichfield, Grantham, Durham und Morpeth.
Wie damals üblich wurde das Regiment bis 1751 nach seinem jeweiligen Colonel genannt. Das Regiment wurde in der protokollarischen Rangordnung des englischen Heeres zunächst als 6th Regiment of Horse eingestuft und stieg nach Auflösung des bisherigen 5th Regiment (Princess Anne of Denmark’s Regiment of Horse; 1685–1690) 1691 zum 5th Regiment of Horse auf. 1699 wurde das Regiment vom englischen zum irischen Heer versetzt und am 25. Dezember 1746 als 1st Regiment of Horse eingestuft, während die vier höherrangigen Regiments of Horse zu Royal Horse Guards bzw. Regiments of Dragoon Guards umklassifiert worden waren. Am 1. Juli 1751 wurde 1st Regiment of Horse der offizielle Name des Regiments. Am 1. April 1788 wurde das Regiment vom irischen Heer zum britischen Heer versetzt und ebenfalls (unter Kürzung des Soldes) zu einem Regiment of Dragoon Guards umklassifiert und zu 4th (Royal Irish) Dragoon Guards umbenannt.
Am 1. Januar 1921 wurde der amtliche Regimentsname zu 4th Royal Irish Dragoon Guards geändert und am 22. Oktober 1922 das Regiment mit den 7th Dragoon Guards (Princess Royal’s) zu den 4th/7th Dragoon Guards verschmolzen. Dieses Regiment wurde 1992 mit den 5th Royal Inniskilling Dragoon Guards zu den Royal Dragoon Guards verschmolzen, die die Tradition der 4th Royal Irish Dragoon Guards bis heute weiterführen.

## Regimental Colonels
Colonel of the Regiment waren:
- 1685–1688: Colonel James Hamilton, Earl of Arran
- 1688: Colonel Charles Douglas, 2. Earl of Selkirk
- 1688–1693: Colonel Charles Godfrey
- 1693–1713: Lieutenant-General Francis Langston
- 1713–1715: Lieutenant-General George Jocelyn
- 1715–1729: Major-General Sherrington Davenport
- 1729–1732: Lieutenant-General Owen Wynne
- 1732–1739: Lieutenant-General Thomas Pearce
- 1739–1743: Field Marshal James O’Hara, 2. Baron Tyrawley
- 1743–1762: Lieutenant-General John Brown
- 1762–1775: General James Johnston
- 1775–1778: General James Johnston
- 1778–1803: General George Warde
- 1803–1814: Lieutenant-General Miles Staveley
- 1814–1827: General Sir Henry Fane
- 1827–1849: General Sir George Anson
- 1849–1868: General Richard Pigot
- 1868–1874: General Sir James Chatterton, 3. Baronet
- 1874–1894: General Sir Edward Cooper Hodge
- 1894–1896: Lieutenant-General William Godfrey Dunham Massy
- 1896–1908: Lieutenant-General Sir Henry Clement Wilkinson
- 1908–1922: Lieutenant-General Sir Edward Cecil Bethune

## Battle Honours
Dem Regiment wurden folgende Battle Honours verliehen (englische Originalbezeichnungen):
- Peninsula
- Balaclava
- Sevastopol
- Tel-el-Kebir
- Egypt 1882
- Mons
- Le Cateau
- Retreat from Mons
- Marne 1914
- Aisne 1914
- La Bassée 1914
- Messines 1914
- Armentières 1914
- Ypres 1914
- Ypres 1915
- St. Julien
- Frezenberg
- Bellewaarde
- Somme 1916
- Somme 1918
- Flers-Courcelette
- Arras 1917
- Scarpe 1917
- Cambrai 1917
- Cambrai 1918
- St. Quentin
- Rosières
- Amiens
- Albert 1918
- Hindenburg Line
- Pursuit to Mons
- France and Flanders 1914–18